# Indukcyjność wzajemna
Indukcyjność wzajemna, oznaczana jako M – miara sprzężenia magnetycznego pomiędzy dwoma obwodami elektrycznymi wytwarzającymi wzajemnie przenikające się pola magnetyczne.
Dwa oddziałujące na siebie obwody, w których płyną prądy I1 i I2, wytwarzają strumienie magnetyczne przenikające powierzchnie objęte
- własnym obwodem (wywołując zjawisko samoindukcji),
- drugim obwodem (indukcja wzajemna): Φ12 i Φ21.

Indukcyjność wzajemną definiuje się dla sprzężonych magnetycznie obwodów określając:
- stosunek strumienia wytworzonego w pierwszym obwodzie i przenikającego płaszczyznę obwodu drugiego do prądu I1 płynącego w pierwszym obwodzie,
- stosunek strumienia wytworzonego w drugim obwodzie i przenikającego płaszczyznę obwodu pierwszego do prądu I2 płynącego w drugim obwodzie,

czyli
{\displaystyle M_{12}={\frac {\Phi _{12}}{I_{1}}},\quad M_{21}={\frac {\Phi _{21}}{I_{2}}}.}
W środowisku izotropowym i jednorodnym magnetycznie prawdziwa jest zależność
{\displaystyle M_{12}=M_{21}.}